# Miss Lulu Bett
Miss Lulu Bett é um filme mudo do gênero comédia dramática produzido nos Estados Unidos e lançado em 1921.